# ابزار

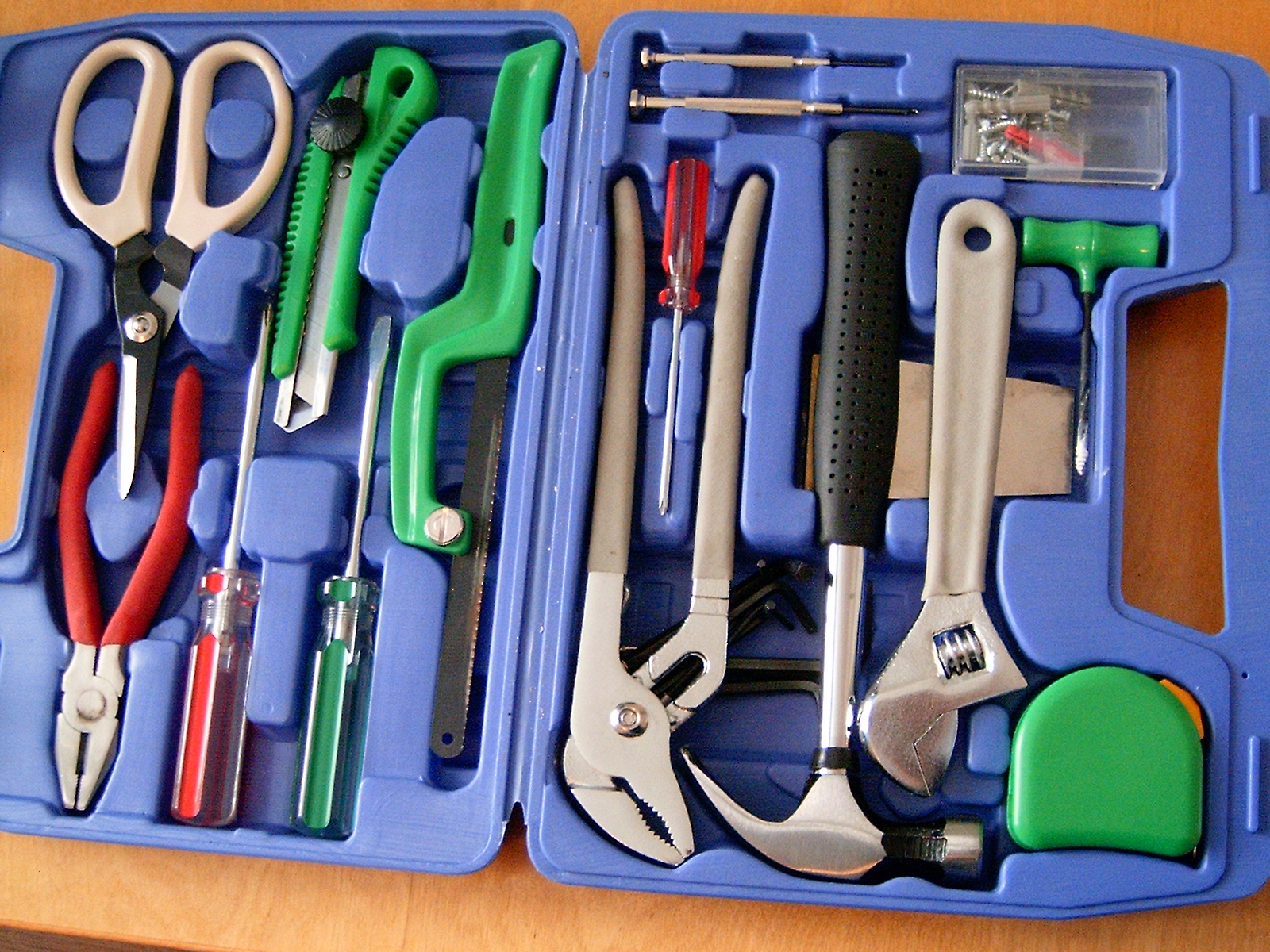
یک جعبهٔ ابزار نوین

اَبزار وسیله‌ای است کاربردی که از آن برای تعمیرات یا تولید محصول استفاده می‌شود اما در طی فرایند تولید، مصرف نمی‌شود. به‌طور ساده، یک ابزار وسیله‌ای است برای رسیدن به یک هدف خاص. ابزارهایی که در زمینه‌های خاصی استفاده شده‌اند ممکن است نام‌های مختلفی هم داشته باشند از قبیل آلت، ظرف، افزار، دستگاه، اهرم. در تعریف دیگر ابزار شیئی است که می‌تواند توانایی فرد را برای اصلاح ویژگی‌های محیط اطراف یا کمک به انجام یک کار خاص گسترش دهد. اگرچه بسیاری از حیوانات از ابزار ساده استفاده می‌کنند، اما تنها انسانها از ابزارهایی برای ساخت ابزارهای دیگر استفاده می‌کنند.
ابزارهای اولیه بشر که از موادی مانند سنگ، استخوان و چوب ساخته شده بودند، برای تهیه غذا، شکار، ساخت سلاح، تولید پوشاک و مصنوعات مفید و صنایع دستی مانند سفال استفاده می‌شد.
انقلاب صنعتی نقطه عطف استفاده از ابزارها است. خودکارسازی گسترده در قرن‌های ۱۹ و ۲۰ به ابزارها اجازه داد تا با حداقل نظارت انسانی کار کنند و بهره‌وری نیروی کار انسانی را افزایش دهند. طرفداران نانوتکنولوژی انتظار دارند که با تبدیل شدن ابزارها به اندازه میکروسکوپی تعداد و تنوع ابزار افزایش مشابه دوران انقلاب صنعتی داشته باشد.

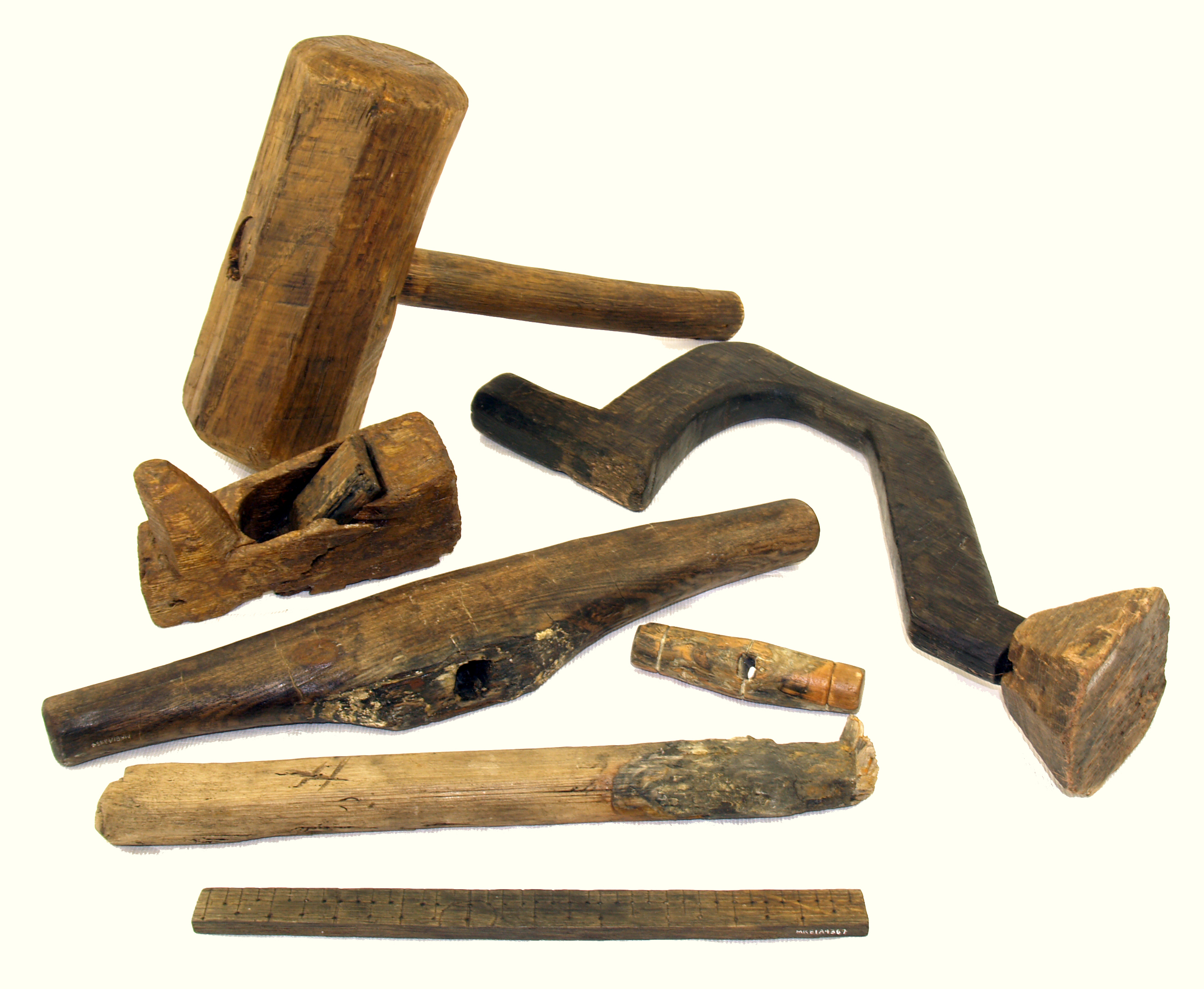
ابزارهای نجاری از لاشه کشتی قایقرانی قرن شانزدهمی به نام مری رز به دست آمد. از بالا، یک پتک، مهاربند، هواپیما، دسته یک تیغه، دسته یک گیره، دسته احتمالی یک چکش، و خطکش.